# Rhynchospora scabrata
Rhynchospora scabrata är en halvgräsart som beskrevs av August Heinrich Rudolf Grisebach. Rhynchospora scabrata ingår i släktet småag, och familjen halvgräs. Inga underarter finns listade i Catalogue of Life.